# Pieter van Boven
Pieter Lambertus van Boven (* 10. Juni 1898 in Odoorn; † 18. Juni 1952 in Den Haag) war ein niederländischer Fechter.

## Karriere
Van Boven nahm 1924 an den Olympischen Spielen in Paris teil. Im Degeneinzel erreichte er das Viertelfinale, ebenso zog er mit der Degenmannschaft ins Viertelfinale ein.